# Maillé (Vendée)
Maillé és un municipi francès situat al departament de Vendée i a la regió de País del Loira. L'any 2007 tenia 762 habitants.

## Demografia

### Població
El 2007 la població de fet de Maillé era de 762 persones. Hi havia 334 famílies de les quals 100 eren unipersonals (52 homes vivint sols i 48 dones vivint soles), 117 parelles sense fills, 93 parelles amb fills i 24 famílies monoparentals amb fills.
La població ha evolucionat segons el següent gràfic:
Habitants censats

### Habitatges
El 2007 hi havia 439 habitatges, 338 eren l'habitatge principal de la família, 68 eren segones residències i 33 estaven desocupats. 431 eren cases i 8 eren apartaments. Dels 338 habitatges principals, 268 estaven ocupats pels seus propietaris, 62 estaven llogats i ocupats pels llogaters i 8 estaven cedits a títol gratuït; 8 tenien una cambra, 8 en tenien dues, 45 en tenien tres, 92 en tenien quatre i 185 en tenien cinc o més. 229 habitatges disposaven pel capbaix d'una plaça de pàrquing. A 157 habitatges hi havia un automòbil i a 155 n'hi havia dos o més.

### Piràmide de població
La piràmide de població per edats i sexe el 2009 era:
| Homes | Edats   | Dones |
| ----- | ------- | ----- |
| 0     | 95 o +  | 4     |
| 4     | 90 a 94 | 0     |
| 8     | 85 a 89 | 12    |
| 4     | 80 a 84 | 0     |
| 16    | 75 a 79 | 24    |
| 32    | 70 a 74 | 28    |
| 20    | 65 a 69 | 20    |
| 24    | 60 a 64 | 32    |
| 16    | 55 a 59 | 4     |
| 24    | 50 a 54 | 20    |
| 16    | 45 a 49 | 0     |
| 12    | 40 a 44 | 16    |
| 24    | 35 a 39 | 28    |
| 28    | 30 a 34 | 12    |
| 32    | 25 a 29 | 32    |
| 16    | 20 a 24 | 12    |
| 24    | 15 a 19 | 4     |
| 28    | 10 a 14 | 16    |
| 16    | 5 a 9   | 24    |
| 24    | 0 a 4   | 28    |

## Economia
El 2007 la població en edat de treballar era de 468 persones, 341 eren actives i 127 eren inactives. De les 341 persones actives 306 estaven ocupades (172 homes i 134 dones) i 34 estaven aturades (15 homes i 19 dones). De les 127 persones inactives 57 estaven jubilades, 34 estaven estudiant i 36 estaven classificades com a «altres inactius».

### Ingressos
El 2009 a Maillé hi havia 327 unitats fiscals que integraven 747 persones, la mediana anual d'ingressos fiscals per persona era de 16.959 €.

### Activitats econòmiques
Dels 31 establiments que hi havia el 2007, 2 eren d'empreses alimentàries, 3 d'empreses de fabricació d'altres productes industrials, 12 d'empreses de construcció, 1 d'una empresa de comerç i reparació d'automòbils, 2 d'empreses de transport, 4 d'empreses d'hostatgeria i restauració, 1 d'una empresa d'informació i comunicació, 1 d'una empresa immobiliària, 2 d'entitats de l'administració pública i 3 d'empreses classificades com a «altres activitats de serveis».
Dels 17 establiments de servei als particulars que hi havia el 2009, 1 era una oficina de correu, 4 paletes, 1 guixaire pintor, 4 fusteries, 1 lampisteria, 2 electricistes, 1 perruqueria i 3 restaurants.
Dels 2 establiments comercials que hi havia el 2009, 1 era una fleca i 1 una carnisseria.
L'any 2000 a Maillé hi havia 25 explotacions agrícoles que ocupaven un total de 559 hectàrees.

## Equipaments sanitaris i escolars
El 2009 hi havia una escola elemental.

## Poblacions més properes
El següent diagrama mostra les poblacions més properes.